# کلروسولفوریک اسید
کلروسولفوریک اسید (به انگلیسی: Chlorosulfuric acid) با فرمول شیمیایی HSO3Cl یک ترکیب شیمیایی با شناسه پاب‌کم ۲۴۶۳۸ است. که جرم مولی آن 116.52 g mol−1 می‌باشد. شکل ظاهری این ترکیب، مایع بی‌رنگ است.